# Trachylepis ferrarai
Trachylepis ferrarai är en ödleart som beskrevs av  Lanza 1978. Trachylepis ferrarai ingår i släktet Trachylepis och familjen skinkar. Inga underarter finns listade i Catalogue of Life.